# Kościół św. Mikołaja w Papowie Biskupim

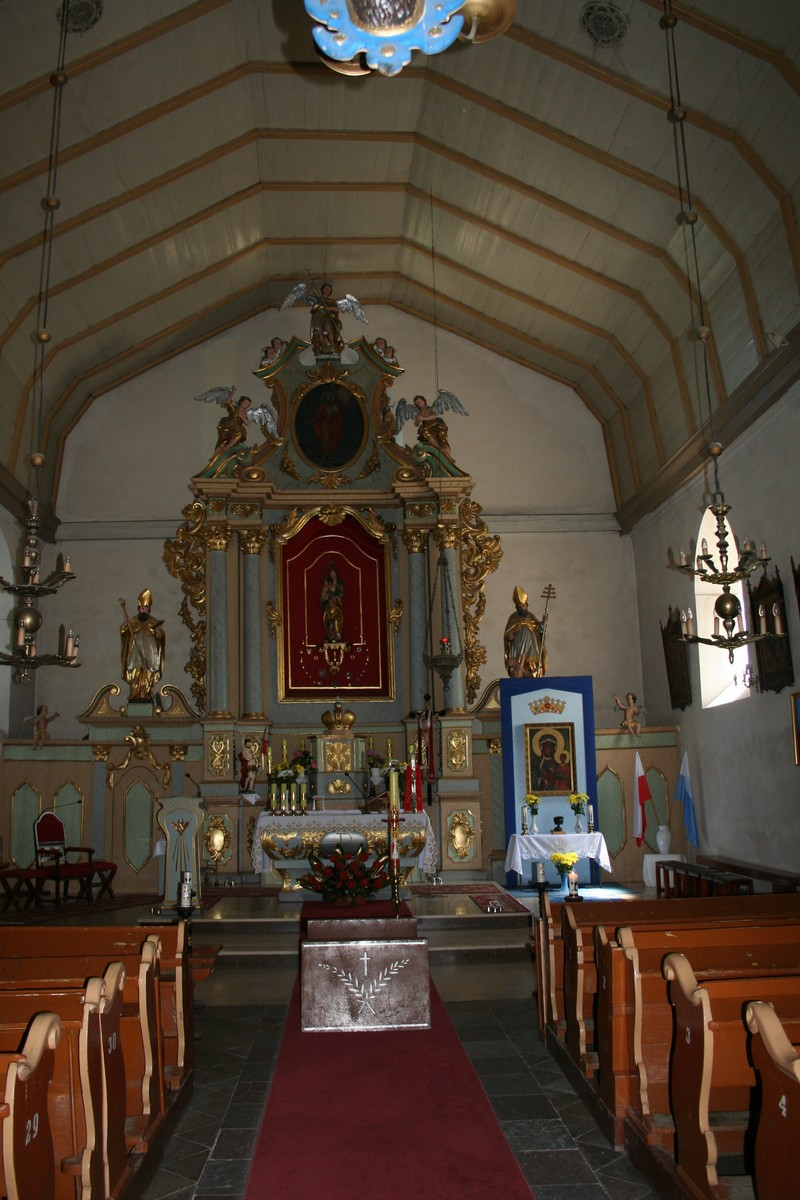
Wnętrze kościoła

Kościół św. Mikołaja w Papowie Biskupim – kościół w Papowie Biskupim. Kościół budowano na przełomie XIII i XIV wieku. Obiekt wpisany na listę rejestru zabytków (Nr rej: A/331 z 13.07.1936).
Kościół jest murowany, wykonany głównie z wiórów kamieni i kamieni polnych, częściowo także z cegieł. Do kościoła można wejść głównymi drzwiami (od strony plebanii) i od strony północnej drzwiami bocznymi (prowadzi tam też droga do zakrystii).
W kościele znajdują się trzy drewniane rzeźby powstałe w średniowieczy. Są to rzeźby: Madonny z Dzieciątkiem Jezus (w ołtarzu głównym), św. Katarzyny i św. Barbary (oba dzieła sztuki znajdują przy wejściu do kaplicy św. Huberta). Rzeźby powstały ok. 1520 roku. Początkowo wszystkie figurki znajdowały się w szafie środkowego tryptyky (nieistniejącego dzisiaj). W XV wieku powstał drewniany relikwiarz, który jest zrobiony w formie figurki św. Mikołaja. Umieszczone w kruchtach kościołach i wmurowane częściowo w ścianę kropielnice pochodzą prawdopodobnie z XIV wieku. Wykonano je z czerwonego granitu, w formie kuli ze ściągniętą górną częścią i wydrążonym półkolistym wgłębieniem. Kropielnice wmurowano częściowo w ścianę.

## Historia
Kościół powstał na przełomie XIII i XIV wieku. W średniowieczu był to kościół parafialny, któremu podlegały tereny, które później weszły w skład parafii: chełmżyńskiej, lisewskiej, czyścieńskiej i prawdopodobnie płużnickiej.
Najstarszy zachowany opis wyposażenia kościoła pochodzi z 1641 roku. Według inwentarzu, w świątyni znajdowały się 4 ołtarze (główny poświęcony Najświętszej Maryi Pannie, boczne: Najświętszej Maryi Panny (najprawdopodobniej poświęcony Matce Bożej Bolesnej, Trójcy Świętej i św. Mikołaja). W ołtarzu głównym znajdowała się figura Matki Bożej. Według spisu z 1641 roku, w kościele znajdowały się m.in.: wyroby ze srebra (monstrancja z krzyżem, dwa pozłacane wielkie srebrne kielichy, relikwiarz św. Mikołaja i św. Andrzeja, kielich mniejszy srebrny, pacyfikał mosiężny, hebanowy krzyż, na którym znajdowała się pozłacana srebrna pasyjka, pozłacana srebrna miseczka dla chorych. W 1676 roku namalowano obraz św. Huberta.
W XVII wieku powstał świecznik w kształcie głowy jelenia, pełniący rolę barometru. Według legend w jego łańcuch wpleciono konopne sznury i włosy niewiast, dzięki którym obraca się głowa jelenia. Kiedy zapowiada się pogodny dzień, a powietrze jest suche, jeleń zwraca głowę w stronę ołtarza głównego. Kiedy jest wilgotno i zanosi się na deszcz, głowa spogląda w kierunku wyjścia.
W 1768 roku dobudowano boczną kaplicę (od południowej strony). Jej fundatorem był Zakrzewa Jakub Zalewski. Dobudowana kaplica była poświęcona św. Hubertowi. W XVII i XVIII wieku powstały ołtarze, obrazy i drewniane sklepienie, które zachowało się do dzisiaj.  W tym czasie powstała prawdopodobnie dolna część wieży (górną dobudowano w 1841 roku).
Podczas II wojny światowej niemieccy okupanci niszczyli krzyże, figury przydrożne i wyposażenie kościoła. Część przedmiotów sakralnych ukryli mieszkańcy parafii. Zabytkowa rzeźba Matki Boskiej z Dzieciątkiem (która znajdowała się w ołtarzu głównym), inne figury i wyposażenie liturgiczne ukrył kościoły Franciszek Araszewski. W 1942 roku Niemcy zabrali z kościoła dwa dzwony. W 1945 roku wieża kościelna była wykorzystywana przez Niemców do walki z sowiecką armią.
7 listopada 1945 roku ks. Józef Lemańczyk stworzył sprawozdanie opisujące szkody wyrządzone podczas wojny. Pokryty dachówką dach był przestrzelony od pocisków armatnich, uszkodzono gotycką fasadę. Drewniana piętro wieży było przestrzelone i zniszczone, a boki wieży mocno nadwyrężone. Część okien wybito. Według sprawozdania ks. Lemańczyka z 1951 roku wstawiono nowe witrażowe okna za 7 tys. złotych. Wówczas przebudowywano kominy na plebanii i w kościele, a na budynkach kościelnych poprawiono tynki. Liczne remonty przeprowadzono po 1965 roku – wnętrze świątyni dostosowano do wskazań odnowy liturgicznej po II Soborze watykańskim. Organizatorem remontów był ks. Henryk Bagiński.
Po nominowaniu ks. Stanisława Szucy na proboszcza parafii św. Mikołaja kontynuowano remonty. W 2003 roku parafia kupiła cztery nowe dzwony, które wykonano w odlewni ludwisarskiej Janusza Felczyńskiego z Przemyśla. Dzwony otrzymały następujące imiona: św. Mikołaj (głos F – 970 kg), Matka Boża Papowska (głos Gis – 580 kg), św. Stanisław Kostka (głos C – 290 kg), św. Izydor Oracz (głos F – 130 kg). W 2004 roku rozpoczęto pracę rozbiórkowe starej (drewnianej) wieży, po czym rozpoczęto budowę nowej, ceglanej. Podczas budowy zużyto ok. 45 tys. cegieł. Pracę zakończono wiosną 2005 roku. Rok wcześniej na wieży (podczas pierwszego etapu prac) umieszczono stary średniowieczny dzwon, który odlano ok. 1370 roku. 29 maja 2005 roku w kościele odbyła się uroczysta msza święta, podczas której poświęcono krzyż i starą kulę hełmową wieńczącą szczyt wieży. Uroczyste poświęcenie wieży nastąpiło 16 czerwca 2009 roku.
W 2001 roku założono nowe nagłośnienie w kościele, w 2002 roku wymieniono ziemne połączenie prądu do kościoła, częściowo wyremontowano dach na kościele oraz wykonano nowy tron biskupi. W 2003 roku wykonano nową ambonkę w kościele według projektu prof. Jana Tajchmana. 26 grudnia 2005 roku wewnątrz kruchty kościoła po lewej stronie przy wejściu na wieżę umieszczono tablicę upamiętniającą ks. Bagińskiego . W 2007 roku wymieniono instalację elektryczną w kościele, założono elektroniki przy dzwonach. W 2008 roku przeprowadzono generalny remont organów i prospektu organowego.